# 綠寶村
綠寶村是一條位於香港港島東部且已消失的村落，位於筲箕灣電車總站以東，1962年該地建成明華大廈。
綠寶村於1952年被拆卸，當時有75戶人居住，全數被安置到富斗窟村平房區。

## 外部連結
- 筲箕灣寮屋區